# Eria erosula
Eria erosula är en orkidéart som beskrevs av Johannes Jacobus Smith. Eria erosula ingår i släktet Eria och familjen orkidéer. Inga underarter finns listade i Catalogue of Life.